# Hector Tiberghien
Hector Tiberghien (Wattrelos, Francia, 19 de febrero de 1890 - Neuilly-sur-Seine, Francia, 16 de agosto de 1951) fue un ciclista belga que fue profesional entre 1911 y 1924. Su èxti deportivo más destacado es la Pariera-Tours de 1919. También destacan sus actuaciones al Tour de Francia en que finalizó en cinco ocasiones entre los 10 primeros de la clasificación general. Su mejor resultado en esta carrera fue el cuarto lugar conseguido el 1923.

## Palmarés
1909
- - 1º en la Sedan-Bruselas (amateur)

1919
- - 1º en la París-Tours

### Resultados en el Tour de Francia
- 1912. 7º de la clasificación general
- 1914. 18º de la clasificación general
- 1919. Abandona (2a etapa)
- 1920. Abandona (5a etapa)
- 1921. 7º de la clasificación general
- 1922. 6º de la clasificación general
- 1923. 4º de la clasificación general
- 1924. 10º de la clasificación general